# Masamune
 (novembre 2024).
Pour les articles homonymes, voir Okazaki (homonymie).
Masamune Okazaki (正宗) ou Goro Nyudo Masamune est connu pour être l'un des plus grands forgerons japonais. Bien que très peu d'informations sur lui existent, il est généralement admis qu'il aurait fabriqué l'essentiel de ses sabres japonais entre 1288 et 1328 et qu'il vivait dans la province de Sagami.
Élève de Shintōgo Kunimitsu, son travail est réputé pour sa très bonne qualité d'acier à une époque où le minerai utilisé, le sable de fer, était souvent impur. De plus, on considère souvent que parmi les forgerons japonais, il est le plus éminent dans la création du nie.

## Style
Forgeron emblématique de la structure en soshu-kitae, les hamon de ses lames sont généralement dans les styles suguha (ligne de trempe droite) ou notare. Certaines lames sont aussi d'inspiration de Bizen, c'est-à-dire avec un ko-midare hamon. D'autre part, ses lames sont reconnaissables grâce aux nombreux chikei et kinsuji. On considère également que Masamune est l'homme ayant perfectionné le nie (錵). 
Masamune fut loué par Toyotomi Hideyoshi comme l'un des Nihon San Saku, les trois artisans du Japon, ce qui lui conféra plus tard, pendant la période Edo, une aura de prestige immense associée aux Daimyō et aux Shōgun. Malheureusement, pour ces mêmes raisons, on pense que beaucoup de forgerons essayèrent de contrefaire Masamune afin de vendre leurs lames à bons prix aux samouraïs désireux d'accroître leur prestige, ce qui est l'une des causes de la confusion sur l'identité historique du forgeron, renforcée par le fait qu'il ait signé extrêmement peu de ses lames. 
Les œuvres certifiées de Masamune sont d'environ une dizaine, selon le conservateur du musée Truman, où se trouve justement l'une d'entre elles. Beaucoup sont individuellement nommées, telles que Honjo Masamune (l'un des katana personnels des Shogun Tokugawa, la transmission assure que cette lame ouvrit en deux le sommet d'un Kabuto au combat), le Musashi Masamune (qui aurait été porté par Miyamoto Musashi en personne) ou le Fudō Masamune (un tantō avec un horimono représentant la déité bouddhiste Fudō Myō'ō). Nonobstant, une quarantaine de lames forgées par Masamune sont listées sur le site du Nihonto Club, la plupart d'entre elles étant des Tantō. 
La quasi-totalité de ces lames sont Mu-mei (non signées), parmi les théories développées pour expliquer cela, il y a celle avançant que Masamune n'a jamais existé, qu'il s'agit en fait d'un groupe de forgerons, ou encore d'une invention pour contourner la prohibition des Muramasa (ce qui est peu crédible, puisque leurs styles sont au demeurant très distincts). Une autre théorie prétend que Masamune ayant découvert une nouvelle méthode de forge pour produire des lames plus belles, plus endurantes et plus tranchantes, s'enorgueillit de ses œuvres qu'il supputa inégalable : n'importe quel connaisseur pouvait les reconnaître sans même avoir besoin de lire la signature sur la Nakago, et donc Masamune s'abstint de signer tout simplement. 
Nonobstant, une tombe existe à Kamakura, dans le temple de Hongaku-ji (deux, plus précisément, situées l'une à cotés de l'autre et dotées de pierres tombales identiques).

## Élèves
Si un groupe de 10 fut constitué par les générations ultérieures, nommé Masamune Juttetsu, Masamune a eu de nombreux élèves, parmi lesquels Hikoshiro Sadamune (le fils biologique ou adoptif de Masamune, regardé comme l'égal de celui-ci), Soshu Ju Akihiro et Sagami-no-kuni Hiromitsu. Parmi tous ses élèves, on considère Go Yoshihiro comme le meilleur, suivi de près par Samonji. Ci-dessous, une liste des Masamune Juttetsu : 

### Chogi
(備州長船住長義作 - Bishu Osafune Ju Chogi Saku) (備前國長船住長義 - Bizen Kuni Osafune Ju Chogi) se lit aussi Nagayoshi (la prononciation Chogi est utilisée en accord avec la tradition).
Bien que probablement pas un étudiant direct de Masamune en raison des dates où il forgeait, ses travaux sont considérablement influencés par le travail de Masamune et la tradition de Soshu aussi bien que le travail de Soden Bizen. L'une de ses œuvres les plus fameuses, Hachimonji (八文字) ou Meibutsu Hachimonji-Chōgi (Nagasa 78,5 cm  Sori 2,1 cm), était le katana de Satake Yoshishige, avec lequel il aurait tranché en deux un samouraï en armure et à cheval, du sommet du crâne jusqu'à la selle, casque inclus, exploit comparable à celui que nous chante la chanson de Roland.

### Kanemitsu
(備前國長船住兼光 - Bizen Kuni Osafune Ju Kanemitsu) (備州長船住兼光 - bishu osafune ju kanemitsu) (備前國長船住左衛門尉藤原兼光 - Bizen-no-kuni Osafune ju Saemon-no-jo Fujiwara-no-Kanemitsu)
Considéré pour avoir créé certaines des épées les plus tranchantes qui soient, il en produisit pour nombre de grands hommes et généraux. Évalué Saijō Ō Wazamono par Yamada Asaemon, les exploits associés à ses lames (trancher de la pierre, trancher des Kabuto...) font qu'il est considéré en matière de coupe comme supérieur à Kotetsu ou Kanemoto, deux autres forgerons légendaires pour le tranchant inégalé de leurs lames. Pourtant, Kanemitsu est un étudiant qui - très probablement - n'a pas suivi l'enseignement de Masamune directement mais a été influencé par la révolution de Soshu et de Soden Bizen. 
Son nom complet se traduit à peu près ainsi : "Province de Bizen, artisan de Osafune (l'une des plus prestigieuses forges de l'époque Kōtō) Saemon-no-jo (une charge honorifique à la Cour Impériale) Kanemitsu (il s'agit d'un Nanori, une sorte de prénom pour gentilhomme sinisé) du clan Fujiwara (nom de clan aristocratique ancestral)."

### Shizu Saburo Kaneuji
Shizu Saburō Kaneuji (Kaneuji - 兼氏) a vécu dans la province de Yamato, où il était un forgeron habile de l'école Tegai, à la fin de l'époque Kamakura et au début de l'époque Nanboku-chō (guerre entre la Cour du Nord et celle du Sud). Kaneuji migra à Mino où il devint l'élève de Masamune, il s'installa ensuite ailleurs à Mino, dans un lieu appelé Shizu à l'époque et par lequel on se réfère à lui couramment depuis. Il modifie aussi sa signature Kaneuji 包氏 (héritée du fondateur de l'école Tegai, Kanenaga 包永) en Kaneuji 兼氏, car son style avait changé radicalement (à tel point que l'on confond souvent son travail avec celui de Masamune) ; ainsi ses travaux anciens et ceux de ses anciens élèves sont référés sous le nom de Yamato Shizu, ceux de Kaneuji sont surnommés simplement Shizu, et ceux enfin des disciples de Kaneuji après apprentissage chez Masamune (nommés Kanetsugu, Kanenobu, Kanetomo et Kanetoshi) sont collectivement surnommés Naoe Shizu, du nom d'un endroit où ils s'installèrent à Mino no kuni. Ainsi fut fondé Mino-den l'une des 5 traditions Gokaden de l'époque Kōtō, hybride entre les écoles Tegai et Soshu ; par la suite, beaucoup de forgerons Yamashiro-den se sont convertist à Soshu-den, tandis que ceux des traditions Bizen et Mino se lançaient à corps perdu dans la production de masse, pour alimenter la forte demande en armes de l'époque Sengoku. 
Les œuvres de Kaneuji sont aussi belles que variées, avec de multiples combinaisons de Nagasa (longueur de lame), Sori (courbures), Kissaki (pointe) et Horimono (gravures) entre autres. Évalué Sai-jō Saku par Fujishiro, soit grand maître artisan ; ses lames comportent des œuvres protégées, estimées et identifiées par les autorités de la NBTHK.

### Kinju
Aussi appelé Doami, de son nom bouddhiste, Kinju (金重) était prêtre à Seisen-ji, en la province de Echizen-no-kuni. Kinju appréciait les Tachi de l'époque Nanbokucho, ses œuvres en sont des réminiscences très raffinées. Ainsi, parmi les caractéristiques de ses œuvres, on notera que ses épées sont longues, fines et élégantes, avec des courbures égales et des Sori peu profonds. Sans surprise de la part d'un moine bouddhiste, ses horimono sont typiquement des motifs religieux.

### Kunishige
Hasebe Kunishige (長谷部国重) a créé l'école de Hasebe produisant des épées dans le modèle de la deuxième période de Soshu et de Yamashiro. Ses épées sont considérées par certains comme étant égales à Akihiro et à Hiromitsu. Il a créé Heshikiri Hasebe (Le coupeur puissant) énuméré dans le Kyoho Meibutsu Cho, possédé près Toyotomi Hideyoshi et puis Oda Nobunaga. Il soutient une marqueterie d'évaluation d'or de Honami Kotoku appelée un Kinzogan (金象嵌). Aujourd'hui l'épée est un héritage de famille du Kuroda Daimyo Ke. L'épée prend son nom de l'histoire d'Oda Nobunaga, qui utilisa Hesshikiri pour occire un certain Kannai, un maître de thé l'ayant trahi, Nobunaga aurait d'après l'anecdote utilisé le seul poids de l'épée pour tuer le pauvre homme, coupant en deux par là même la table derrière lequel il se cachait. Cette anecdote est particulièrement terrifiante dans la mesure où elle contredit pratiquement le mécanisme d'une coupe, pour laquelle le mouvement est impératif. Telle est l'impression de puissance qui se dégage de l'œuvre de Kunishige.

### Kunitsugu
Rai Minamoto Kunitsugu (来源国次), évalué Sai-jo Saku par Fujishiro, est le fils du maître forgeron Rai Kuniyuki et disciple du maître forgeron Masamune. On peut observer l'influence des traditions de Soshu et de Yamashiro dans ses travaux. Il vivait dans la province du Yamashirō. Nombre de ses œuvres sont protégées par le Ministère de l'Éducation Japonais en tant que produits culturels importants, ou bien jouissent du plus haut degré d'estime de la NBTHK : Tokubetsu Juyo Token. Il est parfois considéré comme le meilleur de l'école Rai de forgeron.

### Saemonzaburo
Les œuvres de Sa (左), aussi nommé Chikushu Sa (筑州左), Chikuzen Kuni Ju Sa (筑前國住左) ou encore Samonji ou Chikuzen Samonji, ont une grande valeur historique, notamment Yoshimoto Samonji, le tachi de Imagawa Yoshimoto récupéré sur son cadavre par Oda Nobunaga à Okehazama. Et Kōsetsu Samonji, tachi de Tokugawa Ieyasu. On dit aussi que lorsque Takeda Shingen effectua sa cérémonie du Genpuku (passage à l'âge adulte), il fit la commande d'un Samonji. Yoshimoto Samonji est actuellement une relique du sanctuaire Kenkun-jinja, dédié à Oda Nobunaga, c'est donc à la fois une sorte d'idole dédiée à l'adoration du Dairokuten Ma'ō (le Roi Démon des Six Mondes de la Transmigration, ennemi du Bouddhisme et persécuteur des êtres sensibles) et un mémorial à l'un des trois grands unificateurs du Japon pré-moderne. 
Albert Yamanaka dit de Sa qu'il est indéniablement l'un des plus grands forgerons parmi les Juttetsu. Pendant la période Edo, une liste de 200 lames fut constituée pour établir les plus fameuses dans tout le Japon : 6 % d'entre elles étaient des œuvres de Samonji ! Une légende va jusqu'à prétendre que les sabres de Sa avaient fini par devenir plus acérés que ceux de son maître, Masamune. L'on sait que nombre des plus beaux Tantō forgés par Samonji furent jadis mépris et transmis en tant qu'œuvres de Masamune, avant d'être identifiés par les experts ultérieurs. 
Bien que beaucoup de forgerons descendants de Samonji et de ses élèves avaient l'habitude de signer "Sa" avec désinvolture, et bien que nombre d'entre eux soient de grands forgerons, on considère qu'aucun d'entre eux n'a atteint l'éminence et la perfection technique du véritable Sa. L'un des plus illustres connaisseurs en Nihontō, Fujishiro, donne à Samonji le grade ultime de Sai-Jo-Saku ("facture suprême", grand maître, soit une note de 5/5), tandis que ses six fils et étudiants sont gradés Jo-Jo-Saku (facture supérieure-supérieure, soit une note de 4/5). Les œuvres de Samonji sont donc aisément distinguables de celles de ses élèves et des imitateurs ! 
Les fils et disciples en question sont nommés Sa Yasuyoshi, Sa Yoshisada, Sa Yoshihiro, Sadayuki, Yukihiro et Sadayoshi. Certains d'entre eux ont produit des œuvres ayant été distinguées comme Kokuho ou Juyo Bunkazai ce qui démontre que Chikuzen Samonji était un grand professeur en plus d'être un très grand forgeron, et d'une certaine façon, cela augmente encore la gloire de son maître, Masamune. 
Environ 47 de ses œuvres furent estimées Juyo Token (œuvre importante) ou supérieure par les autorités japonaises de la NBTHK, parmi lesquelles 16 sont des katana Mumei (sans signature), 1 est un Tachi signé, 1 est un Tachi transformé en Wakizashi, 1 est un Naginata-Naoshi et 28 sont des Tantō. 6 de ces seize Katana ainsi que 8 Tantō sont Tokubetsu Juyo Token (œuvre extrêmement importante). Et enfin, 9 trésors Nationaux sont des œuvres de Samonji, un nombre extrêmement élevé (le total de Kokuho Nihonto est d'environ 110). En raison de leur grande valeur, les œuvres de Samonji font rarement surface et sont généralement gardées jalousement par les collectionneurs, parmi lesquels la Famille Impériale, qui en détient un certain nombre. Une lame Tokubetsu Juyo mumei forgée par Samonji peut valoir entre 150 000 et 200 000 dollars ou plus.

### Saeki Norishige
(則重 - Norishige, 佐伯 - Saeki)
Ayant aussi signé ses œuvres sous le nom de Etchu-no-kuni Norishige et Sagami-no-kuni Norishige entre autres. Bien qu'on l'associe traditionnellement à Masamune, d'autres théories modernes pense que ce forgeron et Kunimitsu étaient compagnons d'apprentissage et indépendants de Masamune tout en étant rattachés à la tradition Soshu. Bien que spécialisé dans les Tantō, ses Daitō sont de qualité supérieure bien qu'ayant un sugata très classique. Plusieurs de ses œuvres sont titrées Tokubetsu Juyo et au moins l'une d'entre elles est Kokuho.

### Go Yoshihiro
Go Yoshihiro (郷 義弘), de son nom complet Etchu Matsukura Go Umanosuke Yoshihiro est le plus fameux des étudiants de Masamune. Il est membre d'un petit groupe d'élite appelé Nihon San Saku, les trois artisans du Japon, expression désignant les trois forgerons favoris de Toyotomi Hideyoshi. Les deux autres sont Awataguchi Yoshimitsu et Masamune lui-même. Fils d'un samouraï du clan Tomoi, il devint forgeron très jeune mais décéda à 27 ou 30 ans, selon les sources, ce qui rendit son travail très rare... un fait encore accentué par la pratique du Suriage, d'où une ancienne expression japonaise disant que "l'on ne voit jamais des fantômes ou des (sabres signés par) Go", car les Go Yoshihiro étaient maintenus dans les collections des grands seigneurs et le public ne pouvait qu'en entendre parler à travers les rumeurs. Son travail est si rare et difficile à trouver que même aujourd'hui les revendeurs japonais utilisent ce proverbe quand on parle d'un jour posséder un Go Yoshihiro ! Le Dr Honma rapporte encore que depuis les temps anciens, on considère que l'infortuné Yoshihiro n'était ni supérieur ni inférieur à son maître, qu'il s'en distinguait par la clarté de son Ji-ha, et que des forgerons aussi excellents que Kotetsu, Inoue Shinkai et Shigekuni imitèrent son œuvre.

### Naotsuna
(石州出羽直綱作 - Sekishu Izuwa Naotsuna Saku) (直綱作 - Naotsuna Saku)

Un forgeron talentueux travaillant dans le style So-den Bizen (tradition Soshu influencé par celle de Bizen), il est classé Jo-Jo-Saku par Fujishiro. Ses œuvres sont plutôt rares et la plupart sont des daitō sans horimono.